# Suzanne Comhaire-Sylvain
Suzanne Comhaire-Sylvain (6 de novembre de 1898 – 20 de juny de 1975), va ser la primera antropòloga haitiana. Suzanne va ser estudiant del famós antropòleg Bronislaw Malinowski, qui va treballar el 1949 amb Alfred Métraux i va participar en un projecte de la UNESCO a Haití. Es va casar amb Jean Comhaire, un belga que va presidir el Departament d'Antropologia de la Universitat d'Nsukka. Subseqüentment, va realitzar el seu treball a l'Àfrica.

## Biografia
Suzanne va néixer el 6 de novembre de 1898 a Port-au-Prince, Haití, filla de Georges Sylvain, activista haitià i símbol de la resistència contra l'ocupació dels Estats Units, i d'Eugénie Malbranche.
Va estudiar a Kingston i Port-au-Prince abans d'obtenir la seva llicenciatura i doctorat a París. A més a més del seu interès pel folklore haitià i els problemes socials de la condició de la dona a Haití i a l'Àfrica, la seva investigació es va centrar en els orígens de l'idioma crioll, una llengua considerada juvenil i sense valor en aquest moment. Va escollir un camí difícil, però el seu pintoresc treball, ignorat pels seus pars, va despertar l'interès del famós antropòleg polonès Bronislaw Malinowski. Aquest últim la va invitar a Londres, on es va convertir en el la seva assistent d'investigació mentre estudiava en la Universitat de Londres i més tard en la London School of Economics. També va portar a terme amb èxit una investigació en el Museu Britànic que va donar com a resultat el seu gran treball sobre les arrels africanes de la llengua crioll haitià.
Comhaire-Sylvain va realitzar recerques de camp a Kenscoff i Marbial (Haití), Kinshasa (Congo), Lomé (Togo) i Nsukka (Nigèria), en col·laboració amb antropòlegs de renom com Melville Herskovits i Alfred Métraux, els que li van confiar a ella i al seu espòs Jean Comhaire una missió de la UNESCO a Haití. Suzanne també va ensenyar en la New School for Social Research de Nova York i va ser nomenada membre del Consell d'Administració Fiduciària de les Nacions Unides per a Togo i el Camerun sota l'administració francesa.

### Defunció
Va morir en un accident automobilístic a Nigèria el 20 de juny de 1975. A partir de 2014, els seus documents van ser catalogats i posats a disposició a través del sistema de biblioteques de la Universitat Stanford.